# Bolchoï Tcheremchan
La Bolchoï Tcheremchan (en russe : Большой Черемшан ; en tatar : Olı Çirmeşän) est une rivière de Russie longue de 336 km, affluent de la rive gauche de la Volga.

## Géographie
Elle traverse l'oblast de Samara et le Tatarstan. La rivière se jette dans la Volga près de Dimitrovgrad.
Ses principaux affluents sont la Bolchaïa Soultcha et la Maly Tcheremchan.
Le débit maximum, mesuré en 1979, est de 1 660 m3/s. Le débit moyen est de 36,1 m3/s. La superficie du bassin versant est de 11 500 km2.